# Elaine Anderson
Elaine Anderson (Salida, Colorado, 8 de gener del 1936 – Denver, 26 de març del 2002) fou una paleontòloga estatunidenca coneguda pel seu treball en paleontologia dels vertebrats.

## Biografia
Elaine Anderson nasqué el 8 de gener del 1936. Era filla única de John i Edith Anderson. Es crià a Denver (Colorado).
Es graduà per la Universitat de Colorado el 1960. Completà la seva tesi de màster el 1965. Per al seu doctorat, optà per anar a Finlàndia, essent la primera becada del programa Fulbright a fer-ho. Estudià sota la tutoria del paleontòleg finlandès Björn Kurtén, aleshores una de les autoritats més destacades en estudis de mamífers prehistòrics. Anderson tornà als Estats Units després d'acabar el seu doctorat i treballà d'assessora científica a la Sala del Plistocè del Museu Nacional d’Història Natural de l'Smithsonian Institute. També treballà breument en el Museu d'Història Natural d'Idaho (aleshores conegut com a Museu d'Història Natural de la Universitat Estatal d'Idaho) i en l'Acadèmia de les Ciències de Maryland. Hagué de deixar el seu últim treball per tornar a Denver i tenir cura de la seva mare malalta.
Després de la defunció de la seva mare, romangué a la seva casa de la infància; sovint rebia visites d'altres paleontòlegs, mastòlegs i naturalistes. Fou una visitant habitual del Museu de la Natura i la Ciència de Denver i formalment passà a ser-ne membre del personal el 1984. Fou elegida investigadora associada el 1994. També obtingué el càrrec de professora adjunta de Biologia a la Universitat Estatal de Colorado.

## Contribucions a la ciència
Anderson s'especialitzà en els mamífers i la paleontologia dels vertebrats. El seu interès particular pels membres carnívors li valgué el sobrenom afectuós de «la senyora dels carnívors». Fou redactora adjunta de la revista Mammalian Species, publicada per la Societat Americana de Mastòlegs, des del 1995 fins a la seva mort. Estigué implicada en el camp de zooarqueologia molt abans que fos encunyat aquest terme. Fou una activista en els esforços de conservació de la mastofauna nord-americana.
Era membre de l'Associació Americana del Quaternari i fou elegida membre honorífic de la Society of Vertebrate Paleontology el 2000.
És coneguda principalment per la seva obra Pleistocene Mammals of North America, escrida en col·laboració amb Björn Kurtén el 1980.